# Дубовац (Вучитрн)
Дубовац (алб. Duboc) је насеље у општини Вучитрн на Косову и Метохији. Према попису становништва на Косову 2011. године, село је имало 493 становника, од тога 492 су албанци..

## Демографија
| Демографија | Демографија | Демографија |
| Година      | Становника  | Становника  |
| ----------- | ----------- | ----------- |
| 1948.       | 494         |             |
| 1953.       | 635         |             |
| 1961.       | 732         |             |
| 1971.       | 824         |             |
| 1981.       | 971         |             |
| 1991.       | 1.100       |             |
| 2011.       | 493         |             |